# Escut del Regne Unit
L'escut del Regne Unit (en anglès Royal Coat of Arms of the United Kingdom, 'Reial escut d'armes del Regne Unit') són les armories del monarca britànic, actualment el rei Carles III; són conegudes en anglès com les Arms of Dominion ('armes de domini') i foren adoptades oficialment l'any 1837. D'aquestes armes n'hi ha diverses variants, com les que usen els altres membres de la família reial i el govern britànic; a Escòcia, el rei en fa servir una altra versió.

## Blasonament
Escut quarterat: al primer i al quart quarters, de gules, tres lleopards d'or armats i lampassats d'atzur (les armes d'Anglaterra); al segon quarter, d'or, un lleó rampant amb un treixor doble contraflorat de gules (Escòcia); al tercer quarter, d'atzur, una arpa d'or cordada d'argent (Irlanda). El tot, envoltat per la Garrotera, amb el lema en francès Honi soit qui mal y pense ('Vergonya per a qui en pensi malament').
Com a cimera, un elm reial somat d'una corona imperial al natural, la qual somada d'un lleopard arrestat d'or coronat amb una corona imperial al natural. Llambrequí d'or i ermini.
Com a suports, a la destra, un lleopard lleonat d'or coronat com a la cimera, que simbolitza Anglaterra; a la sinistra, un unicorn d'argent, armat, encrinat i ungulat al natural, encollarat amb un coronell d'or compost de creus patents i flors de lis, del qual penja una cadena que passa entre les potes del davant i surt pel llom, també d'or, símbol d'Escòcia.
A la terrassa de sota l'escut, una cinta d'atzur amb el lema dels monarques anglesos en francès Dieu et mon droit ('Déu i el meu dret') en lletres d'or, juntament amb la rosa dels Tudor d'Anglaterra, el card d'Escòcia i el trèvol d'Irlanda, a banda i banda.

## Variant usada a Escòcia
El rei té una versió pròpia de les seves armes per a ús exclusiu a Escòcia, on es dona preeminència als senyals escocesos.
L'escut és quarterat, amb el lleó rampant d'Escòcia al primer i al quart quarters; al segon quarter el senyal d'Anglaterra (els tres lleopards d'or sobre camper de gules), i al tercer l'arpa d'Irlanda.
A la cimera, damunt la Corona d'Escòcia hi ha un lleopard de gules assegut, coronat també amb la Corona d'Escòcia i sostenint els altres dos elements de les joies de la corona escocesa, o Honors d'Escòcia: l'espasa i el ceptre. Aquesta mateixa cimera era usada anteriorment a les armes del Regne d'Escòcia, abans de la incorporació al Regne Unit el 1707. El lema, IN DEFENS, és escrit en scots damunt la cimera, segons la tradició heràldica escocesa, i és l'abreviació de In My Defens God Me Defend ('En defensa meva Déu em defensa').
Els suports estan intercanviats i apareixen coronats amb la corona del seu regne respectiu. El de la destra és l'unicorn coronat i encadenat, símbol d'Escòcia; el de la sinistra, el lleó coronat d'Anglaterra. Cadascun dels suports sosté la bandera dels seus regnes respectius: la Creu de Sant Andreu escocesa i la Creu de Sant Jordi anglesa.
A la terrassa inferior figuren els cards escocesos i el lema en llatí NEMO ME IMPUNE LACESSIT ('Ningú em fereix impunement') i, al voltant de l'escut, el collar de l'Orde del Card.

## Evolució històrica de l'escut reial

### Regne d'Anglaterra

El primer escut reial anglès conegut, el d'Enric II Plantagenet, de gules amb un lleó d'or (1154-1189)
Primer escut d'armes de Ricard I Cor de Lleó, de gules amb dos lleons afrontats d'or (1189-1198)
Segon escut d'armes de Ricard I i senyal representatiu des de llavors de la dinastia Plantagenet i del Regne d'Anglaterra (1198-1340)
Escut d'Eduard III, quarterat amb les armes antigues de França, d'atzur sembrat de flors de lis, en la seva pretensió al tron francès (1340-1367)
Escut de Ricard II, empalat amb l'antic segell d'Eduard el Confessor (1367-1399)
Escut d'Enric IV a Elisabet I, quarterat amb la versió moderna de les armes de França, d'atzur amb tres flors de lis (1399-1422, 1461-1470, 1471-1554 i 1558-1603)
Escut d'Enric VI, empalat amb les armes de França (1422-1461 i 1470-1471)
Escut de Maria I, empalat amb les armes del seu marit, Felip II de Castella (1554-1558)

### Unió de les Coronesd'AnglaterraiEscòcia

Escut des de Jaume I d'Anglaterra i VI d'Escòcia fins a la reina Anna, quarterat amb les armes d'Anglaterra (duplicades en la versió anglesa), Escòcia (duplicades en la versió escocesa) i Irlanda (1603-1649, 1660-1689 i 1702-1707)
Escut del Commonwealth d'Anglaterra i el Protectorat, quarterat amb les banderes d'Anglaterra, Escòcia i Irlanda i, al mig, les armes d'Oliver Cromwell (1649-1660)
Escut de Guillem d'Orange a la mort de la seva muller Maria, amb el lleó d'or sobre camper d'atzur de la Casa d'Orange-Nassau (1694-1702)
Escut del Regne de la Gran Bretanya, sota el regnat d'Anna I, quarterat amb les armes d'Anglaterra i Escòcia empalades i duplicades, les armes de França i les d'Irlanda (1707-1714)
Escut de Jordi I a Jordi III, que incorpora al quart quarter les armes dels Hannover (1714-1801)
Escut del Regne Unit de la Gran Bretanya i Irlanda de Jordi III a Guillem IV, amb les armes dels Hannover en un escussó central i les d'Anglaterra duplicades (1801-1837)
Escut a partir de la reina Victòria, quarterat amb les armes d'Anglaterra (duplicades en la versió anglesa), Escòcia (duplicades en la versió escocesa) i Irlanda, malgrat que el 1922 es va independitzar del Regne Unit, des d'aleshores Regne Unit de la Gran Bretanya i Irlanda del Nord (de 1837 fins a l'actualitat)